# Naftali Tzvi de Ropshitz
Pour les articles homonymes, voir Horowitz.
Naftali Zvi Horowitz de Ropshitz, né le 22 mai 1760 et mort le 8 mai 1827 à Łańcut, Pologne, est un Rebbe hassidique, de Galicie, Pologne.

## Biographie
Naftali Zvi Horowitz de Ropshitz est né le 22 mai 1760, le jour de Chavouot 5620, le jour où meurt le Baal Chem Tov,. Il est le fils de Menachem Mendel Rubin, de Linsk (Lesko), en Pologne et de Beila Rubin (née Horowitz). Menachem Mendel Rubin est né en 1740 à Linsk, en Pologne et est mort le 9 octobre 1803 dans la même ville, dont il est le rabbin. Beila Rubin (née Horowitz) est née en 1740 en Ukraine et est morte le 10 novembre 1802 à Linsk.

### Études
Il est un disciple de  Menachem Mendel de Rimanov (1745–1815) et à un moindre degré de Ya‘akov Yitsḥak, Hozeh de Lublin (le Voyant de Lublin) (1745-1815), et du Maggid de Kozhnitz (1737–1814).

### Famille
Il est le frère du rabbin Joshua Heschel Rubin (1765-1824), Av Beth Din Janów en Pologne, du rabbin Yisroel Yaakov Yokel Horowitz (1773-circa 1861) Av Beth Din Bolechów (Basse-Silésie), de Shmuel Shmelka Horowitz (1777-1810), de Rochel Rimalt (Rubin), Irom (Rubin), et de Yitta Halberstam (Rubin),.
Il épouse Sheindel Stoker, la fille de Zeev Velvel Stoker de Brody. Naftali Tzvi et Sheindel Horowitz n'ont pas d'enfants. Ils divorcent.
En secondes noces, il épouse Rivka Goldhammer). Ils sont les parents de Rebbetzin Raatza Rubin (Horowitz) (née circa 1775), le rabbin Avraham Chaim Horowitz (1789-1er août 1831), Admur (Lesko (gmina)), en Pologne, le rabbin Eliezer Horowitz (circa 1790, Ropczyce, en Pologne-19 octobre 1860, Stanislav, en Ukraine), Admor Dzików), et le rabbin Jacob Horowitz (1792-1836-1839?, Mielec, en Pologne), Admur Kolbuszowa en Pologne et Mielec, en Pologne.

## Œuvres
- (he) Zerah Kodesh[3],[20],[21]
- (he) Ayala Shelucha[3]